# Hoplitis manicata
Hoplitis manicata là một loài Hymenoptera trong họ Megachilidae. Loài này được Morice mô tả khoa học năm 1901.